# Lluís Dilmé i Romagós
Lluís Dilmé i Romagós (Salt, el Gironès 1960) és un arquitecte i dissenyador català.

## Biografia
Va néixer el 1960 a la ciutat de Salt, població situada a la comarca del Gironès. Va estudiar arquitectura a l'Escola Tècnica Superior d'Arquitectura de Barcelona, depenent de la Universitat Politècnica de Catalunya (UPC), on es va graduar el 1988.

## Activitat professional
L'any 1985, abans d'acabar la carrera, inicià la seva col·laboració amb Ignasi de Solà-Morales en diversos projectes a Valls i Torelló. L'any 1988 s'associà amb Xavier Fabré en un estudi arquitectònic, urbanista i de disseny anomenat "Dilmé & Fabré", especialitzant-se en projectes arquitectònics per a centres educatius, residencials i sanitaris.
- 1988, 1994-1999: Reconstrucció del Gran Teatre del Liceu (Barcelona)
- 1988-1997: Plaça cívica de Bellaterra (Universitat Autònoma de Barcelona)
- 1994-1999: Parc de la Comtessa Ermessenda (Girona)
- 1995-1997: Escola d'Ensenyament Integrat de Música i Dansa Oriol Martorell (Barcelona)
- 1996-2002: Remodelació del "Teatre Guastavino" (Vilassar de Dalt)
- 1999-2002: Conjunt d'habitatges (El Prat de Llobregat)
- 2001-2004: Rehabilitació del "Teatre Cal Ninyo" (Sant Boi de Llobregat)
- 2002-2004: Conjunt d'habitatges (Girona)
- 2002-2004: Conjunt d'habitatges (Figueres)
- 2002: Rehabilitació del "Teatre Principal" (Sabadell)
- 2002: Rehabilitació del "Teatre Cooperativa" (Barberà del Vallès)
- 2003: Conversió de "Can Gibert" en centre d'arts (Monestir de Montserrat)
- 2004: Centre de negocis "Molí dels Frares" (Sant Vicenç dels Horts)

L'any 1994 al costat d'Ignasi de Solà-Morales, Xavier Fabré i Eulàlia Serra dirigí el projecte de reconstrucció del teatre. L'any 2000 Solà-Morales, Fabré i el mateix Dilmé foren guardonats amb el Premi Nacional de Patrimoni Cultural, concedit per la Generalitat de Catalunya, per aquesta obra.